# Guangnan (meteoryt)
Guangnan – meteoryt kamienny należący do chondrytów oliwinowo-hiperstenowych L 6. Spadek obserwowany był 7 lutego 1983 roku w chińskiej prowincji Junnan. Meteoryt Guangnan jest drugim zatwierdzonym meteorytem pochodzącym z tej prowincji. 